# Nagua
Nagua è un comune della Repubblica Dominicana di 68.032 abitanti, situato nella Provincia di María Trinidad Sánchez, di cui è capoluogo. Comprende, oltre al capoluogo, tre distretti municipali: San José de Matanzas, LasGordas e Arroyo al Medio.
Nagua è una città di medie dimensioni. La sua economia si basa sulla produzione di prodotti agricoli, principalmente di riso, noci di cocco, e di fava di cacao.